# Delia leechi
Delia leechi är en tvåvingeart som beskrevs av Griffiths 1993. Delia leechi ingår i släktet Delia och familjen blomsterflugor.
Artens utbredningsområde är Kalifornien. Inga underarter finns listade i Catalogue of Life.